# Понте-Ламбро
Понте-Ламбро (італ. Ponte Lambro) — муніципалітет в Італії, у регіоні Ломбардія, провінція Комо. Назву місту дала річка Ламбро (ліва притока По).
Понте-Ламбро розташоване на відстані близько 510 км на північний захід від Рима, 45 км на північ від Мілана, 12 км на схід від Комо.

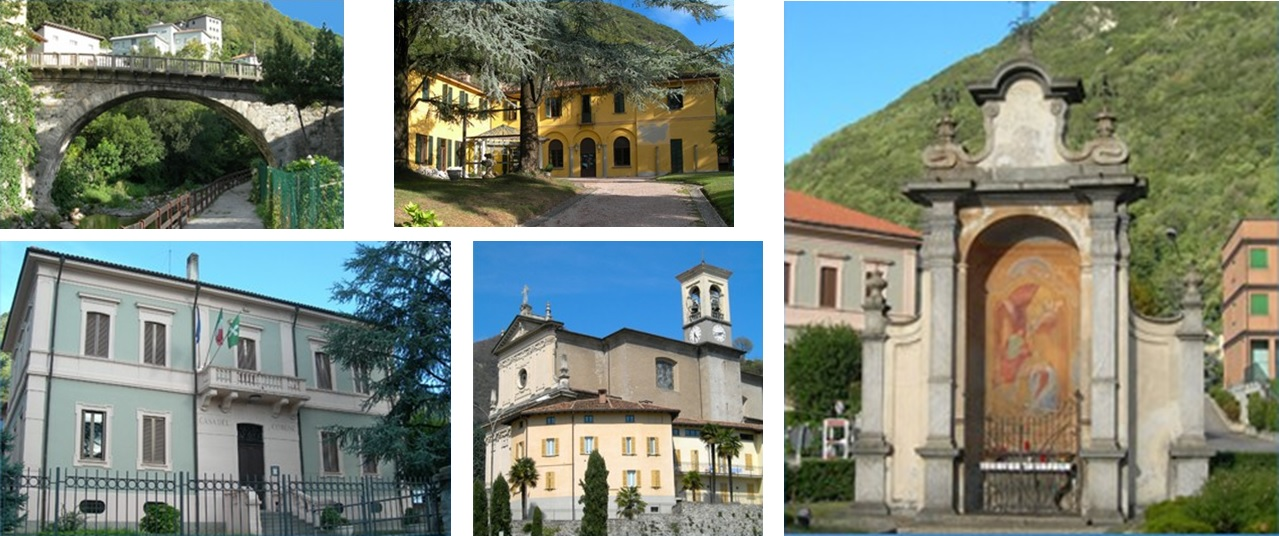

Населення — 4398 осіб (2014).
Покровитель — S. Maria annunciata.

## Демографія
Населення за роками:

Станом на 1 січня 2023 року в муніципалітеті офіційно проживали 543 іноземці з 46 країн, серед них 99 громадян країн Євросоюзу та 12 громадян України.

## Сусідні муніципалітети
- Казліно-д'Ерба
- Кастельмарте
- Ерба

## Міста-побратими
7 жовтня 2006 мер міста Понте-Ламбро Андреа Каттанео та міський голова Кам'янця-Подільського (Україна) Олександр Мазурчак підписали угоду про побратимство та співпрацю між містами Понте-Ламбро та Кам'янець-Подільський. Передбачено співпрацю у таких напрямках: молодіжні програми, спорт, культура, комерційна діяльність, наука та освіта, соціальна сфера, туризм тощо.
Партнером Понте-Ламбро є також місто Заверці (Польща), з яким і Кам'янець-Подільський уклав угоду про співпрацю. Таким чином утворився своєрідний троїстий союз міст-побратимів.

## Персоналії
- Карло Тавеккіо — футбольний функціонер